# 北京服装学院

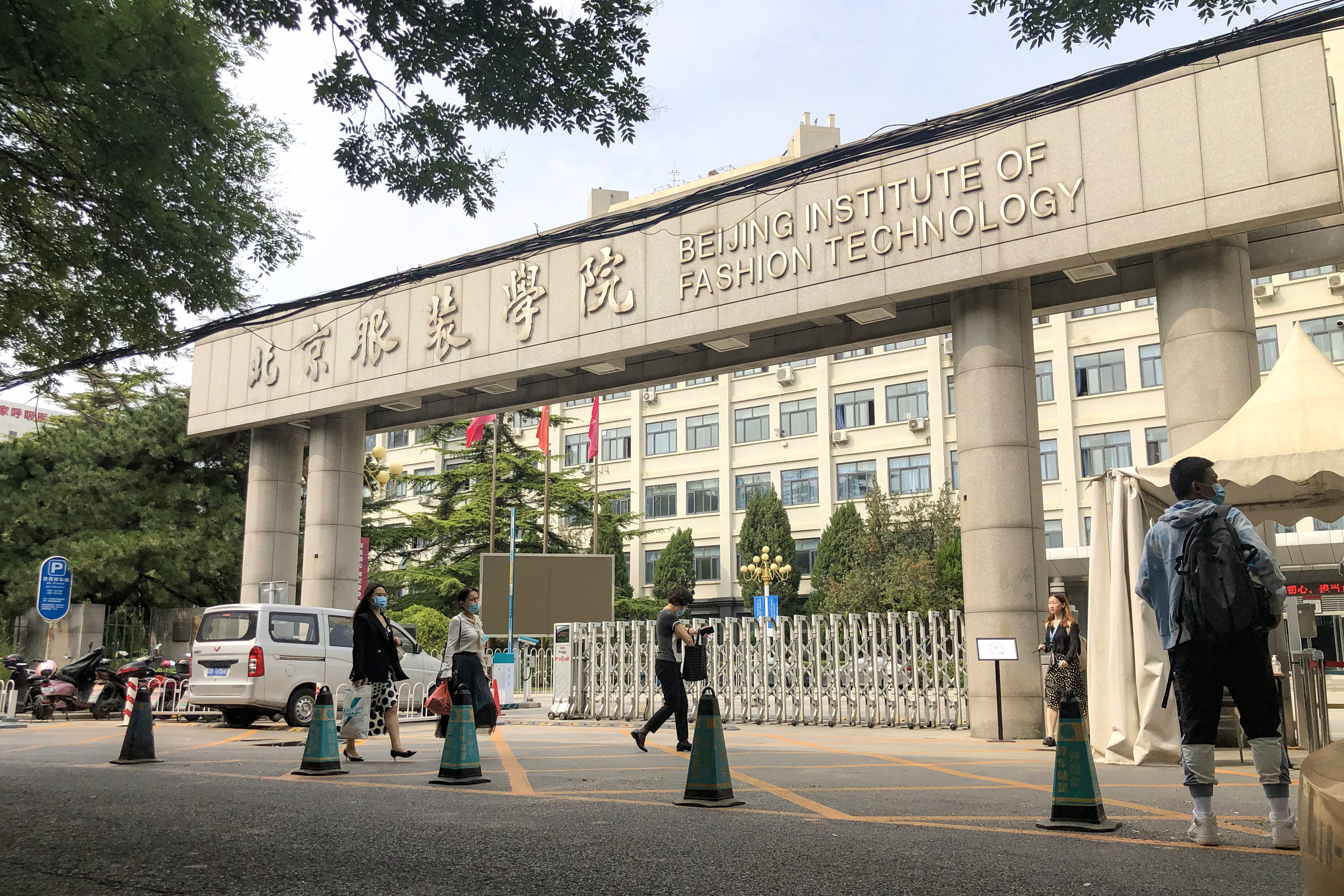
本部

北京服装学院（ペキンふくそうぶんかがくいん、英：Beijing Institute of Fashion Technology, 通称BIFT, 北服）は、中華人民共和国北京市朝陽区にある全日制の高等教育機関である。国内で唯一「服装」を名前に含む学校で、芸術、工学、経済学、経営学、その他の特徴ある学科が設置されている。1959年に北京紡織工学院として創立され、1961年に北京化学繊維工学院、1987年に北京服装学院へと改称・拡張し、1998年には中国紡織工業部によって北京市の管轄下に入った。
「革新による知識の現実的応用（是创新、学以致用）」を校是としており、「芸術教育と工学教育、経営教育の結合、民族服飾文化と現代デザイン理念の結合、教育理論と実践の結合」を目指した現代ファッションのカリキュラムを実現している。現在、約8,000人の在学生と教職員700名が在籍している。

## 沿革[1]
- 1959年：中国紡績工業部管轄の北京紡績工学院が創立される。
- 1964年：北京化学繊維工学院に改称。
- 1971年：北京化工学院（現・北京化工大学）に併合される。
- 1984年：北京化繊工学院として再独立する。
- 1988年：北京服装学院に改称。
- 1998年：紡績工業部により北京市の管轄下に入る。

## 学科構成
- ファッション芸術・工学院（School of Fashion Art and Engineering）
- 材料科学・工学院（School of Material Science and Engineering）
- 美術・デザイン学院（School of Art and Design）
- 商学院（School of Busineess）
- 情報工学院（School of Information on Engineering）
- 外国語系（Foreign Language Department）
- 造形芸術学系（The Department of Plastic Arts）

## 著名な教員
- 関琦 - ファッションデザイナー、2003年第53回ミス・ワールド第3位入賞者[2]

## 著名な卒業生
- 周韋彤 - ファッションモデル、女優、司会者、歌手、グラビアアイドル
- 関琦 - ファッションデザイナー、2003年第53回ミス・ワールド第3位入賞者[2]
- 米露 - 女優、モデル